# قائمة أنواع الفأراوية الجيبية
تضم قبيلة الفأراوية الجيبية الحيوانية 27 نوعاً من القوارض مقسمة على جنسين كالتالي:

## جنس الفأر الجيبي الخشن
يضم الفأر الجيبي الخشن الأنواع (17) التالية:
- فأر جيبي رملي (الاسم العلمي:Chaetodipus arenarius)
- فأر جيبي ضيق الجمجمة (الاسم العلمي:Chaetodipus artus)
- فأر جيبي بيلي (الاسم العلمي:Chaetodipus baileyi)
- فأر جيبي كاليفورني (الاسم العلمي:Chaetodipus californicus)
- فأر جيبي مخادع (الاسم العلمي:Chaetodipus fallax)
- فأر جيبي شكيل (الاسم العلمي:Chaetodipus formosus)
- فأر جيبي غولدماني (الاسم العلمي:Chaetodipus goldmani)
- فأر جيبي أهلب (الاسم العلمي:Chaetodipus hispidus)
- فأر جيبي متَوسط (الاسم العلمي:Chaetodipus intermedius)
- فأر جيبي مخطط (الاسم العلمي:Chaetodipus lineatus)
- فأر جيبي نيلسوني (الاسم العلمي:Chaetodipus nelsoni)
- فأر جيبي مخصل (الاسم العلمي:Chaetodipus penicillatus)
- فأر جيبي رشيق (الاسم العلمي:Chaetodipus pernix)
- فأر جيبي شوكي (الاسم العلمي:Chaetodipus spinatus)
- فأر جيبي خشن الأذن (الاسم العلمي:Chaetodipus rudinoris)
- فأر جيبي قفاري (الاسم العلمي:Chaetodipus eremicus)
- فأر جيبي دالكوستي (الاسم العلمي:Chaetodipus dalquesti)

## جنس الفأر الجيبي الحريري
يضم الفأر الجيبي الحريري الأنواع (10) التالية:
- فأر جيبي أبيض الأذن (الاسم العلمي:Perognathus alticola)
- فأر جيبي أصفر (الاسم العلمي:Perognathus flavus)
- فأر جيبي أصفر الأذان (الاسم العلمي:Perognathus xanthanotus)
- فأر جيبي صغير (الاسم العلمي:Perognathus parvus)
- فأر جيبي طويل الأطراف (الاسم العلمي:Perognathus longimembris)
- فأر جيبي غير مزين (الاسم العلمي:Perognathus inornatus)
- فأر جيبي كبير (الاسم العلمي:Perognathus amplus)
- فأر جيبي محزم (الاسم العلمي:Perognathus fasciatus)
- فأر جيبي مريامي (الاسم العلمي:Perognathus merriami)
- فأر جيبي مصفر (الاسم العلمي:Perognathus flavescens)